# HIV/AIDS v Pobřeží slonoviny
Míra infekce HIV/AIDS v Pobřeží slonoviny se odhaduje na 2,7 % u dospělých ve věku od 15 do 49 let. V Pobřeží slonoviny se situace vyvinula v epidemii HIV s nejvyšší prevalencí v západoafrickém regionu. V posledním desetiletí však míra prevalence zůstává relativně stabilní, s mírným poklesem mezi těhotnými ženami v městských oblastech. Získávání dat stěžovala první občanská válka v Pobřeží slonoviny, která probíhala v letech 2002 až 2007.
Před rokem 2003 se vládě Pobřeží slonoviny za pomoci OSN podařilo zahájit zdravotní program, který měl zpřístupnit antivirovou léčbu 63 000 lidem. S propuknutím občanské války byl program prakticky přerušen, kvůli nemožnosti tranzitu přes některé oblasti, což znemožnilo zásobování nemocnic a výcvik zdravotnického personálu. Konflikt navíc vedl k nezodpovědnému sexuálnímu chování a užívání drog, což zvýšilo počet nakažených.
V roce 2005 byl dokončen národní průzkum indikátorů AIDS, který poskytl přesné údaje o různých aspektech epidemie, včetně míry prevalence mezi různými demografickými podskupinami. Mezi relativně vysoce rizikovou skupinu k infekci HIV patří ženy ve věku od 20 do 24 let, lidé živící se prostitucí, mládež a vojáci. Dlouhá politicko-vojenská krize dále zhoršila zranitelnost těchto skupin a zvýšila pravděpodobnost dalšího ohrožení populace vzhledem k velkému nasazení armády, masívnímu vysídlování obyvatel a nárůstu chudoby.
Politická nestabilita, zpoždění v procesu odzbrojení a hrozba dalšího ozbrojeného povstání i nadále představují překážku vnější pomoci. Dlouhá sociopolitická krize narušila a omezila přístup ke zdravotní péči a k dalším veřejným službám a současně zvýšila přenos HIV i zranitelnost mnoha skupin obyvatelstva. I přesto, že má Pobřeží slonoviny rozvinutější systém veřejného zdravotnictví i vzdělávání než mnoho jeho sousedních zemí, je celkový zdravotní systém slabý.
Služby krevního screeningu a léčba sexuálně přenosných nemocí a tuberkulózy jsou velmi omezené. Oblasti na severu a západě, které po nějakou dobu nebyly pod vládní kontrolou, zažily úplné a dlouhodobé narušení veřejných služeb a odchod kvalifikovaných odborníků. Také existují velké rozdíly mezi městskými a venkovskými zdravotnickými službami. Mimo města je nedostatek zdravotnických odborníků a soukromých lékařů.
V roce 2013 Michel Sidbé, ředitel UNAISD při své návštěvě Pobřeží slonoviny vyzval místní vládu, aby zintenzivnila své úsilí v oblasti řešení problému HIV.